# Список выпусков телепередачи «Поединок»
В этой статье представлен список выпусков телепередачи «Поединок» с результатами голосования.

## 1 сезон
| №       | Дата эфира       | Гости / Число голосов                                                    | Гости / Число голосов                                               | Тема выпуска                                                    | Третейский судья                                                                                  |
| ------- | ---------------- | ------------------------------------------------------------------------ | ------------------------------------------------------------------- | --------------------------------------------------------------- | ------------------------------------------------------------------------------------------------- |
| №       | Дата эфира       |                                                                          |                                                                     | Тема выпуска                                                    | Третейский судья                                                                                  |
| 1 (1)   | 2 сентября 2010  | Владимир Жириновский Председатель партии ЛДПР                            | Сергей Митрохин Председатель партии «Яблоко»                        | Замораживание в России цен на продукты питания                  | Геннадий Хазанов Артист эстрады, актёр театра и кино                                              |
| 1 (1)   | 2 сентября 2010  | 16 500 (38%)                                                             | 27 300 (62 %)                                                       | Замораживание в России цен на продукты питания                  | Геннадий Хазанов Артист эстрады, актёр театра и кино                                              |
| 2 (2)   | 9 сентября 2010  | Александр Проханов Писатель, публицист                                   | Алексей Венедиктов Главный редактор радиостанции «Эхо Москвы»       | Модернизация в России                                           | Аркадий Дворкович Помощник президента РФ                                                          |
| 2 (2)   | 9 сентября 2010  | 48 400 (70 %)                                                            | 20 800 (30 %)                                                       | Модернизация в России                                           | Аркадий Дворкович Помощник президента РФ                                                          |
| 3 (3)   | 16 сентября 2010 | Александр Ципко Специалист в области соц. философии                      | Михаил Веллер Писатель, член ПЕН-Центра                             | Звёзды и орлы на башнях Московского Кремля                      | Юрий Кублановский Поэт, публицист, искусствовед                                                   |
| 3 (3)   | 16 сентября 2010 | 13 200 (24 %)                                                            | 42 000 (76 %)                                                       | Звёзды и орлы на башнях Московского Кремля                      | Юрий Кублановский Поэт, публицист, искусствовед                                                   |
| 4 (4)   | 23 сентября 2010 | Аркадий Мамонтов Корреспондент ТК «Россия»                               | Анатолий Кучерена Член Общественной палаты, адвокат                 | Война на российских дорогах                                     | Карен Шахназаров Кинорежиссёр                                                                     |
| 4 (4)   | 23 сентября 2010 | 28 000 (76 %)                                                            | 8 900 (24 %)                                                        | Война на российских дорогах                                     | Карен Шахназаров Кинорежиссёр                                                                     |
| 5 (5)   | 30 сентября 2010 | Леонид Гозман сопредседатель партии «Правое дело»                        | Никита Михалков Кинорежиссёр                                        | Отставка Юрия Лужкова и будущее страны                          | Олег Морозов Первый заместитель председателя Госдумы, член партии «Единая Россия»                 |
| 5 (5)   | 30 сентября 2010 | 23 500 (42 %)                                                            | 32 400 (58 %)                                                       | Отставка Юрия Лужкова и будущее страны                          | Олег Морозов Первый заместитель председателя Госдумы, член партии «Единая Россия»                 |
| 6 (6)   | 7 октября 2010   | Марат Гельман Публицист, галерист                                        | Александр Хинштейн Депутат Госдумы по списку партии «Единая Россия» | Наследие Юрия Лужкова                                           | Николай Петров Пианист                                                                            |
| 6 (6)   | 7 октября 2010   | 37 664 (50 %)                                                            | 37 272 (50 %)                                                       | Наследие Юрия Лужкова                                           | Николай Петров Пианист                                                                            |
| 7 (7)   | 14 октября 2010  | Дмитрий Рогозин Представитель РФ при НАТО                                | Марк Урнов Политолог                                                | Вступление России в НАТО                                        | Андрей Кокошин Учёный-политолог                                                                   |
| 7 (7)   | 14 октября 2010  | 48 330 (85 %)                                                            | 8 419 (15 %)                                                        | Вступление России в НАТО                                        | Андрей Кокошин Учёный-политолог                                                                   |
| 8 (8)   | 21 октября 2010  | Николай Сванидзе Историк, журналист                                      | Александр Проханов Писатель, публицист                              | Избрание Сергея Собянина и будущее Москвы                       | Юрий Пивоваров Политолог                                                                          |
| 8 (8)   | 21 октября 2010  | 13 778 (26 %)                                                            | 39 242 (74 %)                                                       | Избрание Сергея Собянина и будущее Москвы                       | Юрий Пивоваров Политолог                                                                          |
| 9 (9)   | 28 октября 2010  | Никита Михалков Кинорежиссёр                                             | Дмитрий Быков Писатель, журналист                                   | Политический манифест Никиты Михалкова                          | Игорь Волгин Историк, литературовед                                                               |
| 9 (9)   | 28 октября 2010  | 43 562 (51 %)                                                            | 41 853 (49 %)                                                       | Политический манифест Никиты Михалкова                          | Игорь Волгин Историк, литературовед                                                               |
| 10 (10) | 11 ноября 2010   | Павел Гусев Главный редактор газеты «МК»                                 | Ольга Костина Член Общественной палаты                              | Ужесточение наказания за нападения на журналистов               | Владимир Лукин Уполномоченный по правам человека в РФ                                             |
| 10 (10) | 11 ноября 2010   | 20 245 (28 %)                                                            | 53 065 (72 %)                                                       | Ужесточение наказания за нападения на журналистов               | Владимир Лукин Уполномоченный по правам человека в РФ                                             |
| 11 (11) | 18 ноября 2010   | Владимир Жириновский Председатель партии ЛДПР                            | Генри Резник Адвокат                                                | События в станице Кущёвской, введение смертной казни в России   | Юрий Поляков Гл. редактор «Литературной газеты»                                                   |
| 11 (11) | 18 ноября 2010   | 58 079 (83 %)                                                            | 11 783 (17 %)                                                       | События в станице Кущёвской, введение смертной казни в России   | Юрий Поляков Гл. редактор «Литературной газеты»                                                   |
| 12 (12) | 25 ноября 2010   | Михаил Леонтьев Публицист                                                | Юлий Гусман Кинорежиссёр                                            | Мигранты, иностранная рабочая сила в России                     | Светлана Журова Депутат Госдумы по списку партии «Единая Россия», спортсмен                       |
| 12 (12) | 25 ноября 2010   | 37 682 (67 %)                                                            | 18 712 (33 %)                                                       | Мигранты, иностранная рабочая сила в России                     | Светлана Журова Депутат Госдумы по списку партии «Единая Россия», спортсмен                       |
| 13 (13) | 2 декабря 2010   | Александр Хинштейн Депутат Госдумы по списку партии «Единая Россия»      | Михаил Барщевский Адвокат                                           | Борьба с коррупцией в России                                    | Андрей Сахаров Историк                                                                            |
| 13 (13) | 2 декабря 2010   | 40 955 (72 %)                                                            | 15 605 (28 %)                                                       | Борьба с коррупцией в России                                    | Андрей Сахаров Историк                                                                            |
| 14 (14) | 9 декабря 2010   | Николай Бурляев Актёр театра и кино                                      | Виктор Звагельский Депутат Госдумы по списку партии «Единая Россия» | Борьба с алкоголизмом в России                                  | Александр Бронштейн Заслуженный врач РФ                                                           |
| 14 (14) | 9 декабря 2010   | 55 643 (84 %)                                                            | 10 794 (16 %)                                                       | Борьба с алкоголизмом в России                                  | Александр Бронштейн Заслуженный врач РФ                                                           |
| 15 (15) | 23 декабря 2010  | Марк Розовский Драматург                                                 | Александр Проханов Писатель, публицист                              | Межэтнические волнения в России                                 | —                                                                                                 |
| 15 (15) | 23 декабря 2010  | 27 141 (27 %)                                                            | 74 136 (73 %)                                                       | Межэтнические волнения в России                                 | —                                                                                                 |
| 16 (16) | 20 января 2011   | Владимир Жириновский Председатель партии ЛДПР                            | Леонид Гозман Бывший член партии «Правое дело»                      | Национальный вопрос в России                                    | Никита Михалков Кинорежиссёр                                                                      |
| 16 (16) | 20 января 2011   | 75 455 (83 %)                                                            | 15 313 (17 %)                                                       | Национальный вопрос в России                                    | Никита Михалков Кинорежиссёр                                                                      |
| 17 (17) | 27 января 2011   | Сергей Митрохин Председатель партии «Яблоко»                             | Владимир Васильев Председатель Комитета по безопасности Госдумы     | Борьба с терроризмом в России                                   | Александр Чекалин Генерал-полковник милиции                                                       |
| 17 (17) | 27 января 2011   | 54 928 (49 %)                                                            | 56 449 (51 %)                                                       | Борьба с терроризмом в России                                   | Александр Чекалин Генерал-полковник милиции                                                       |
| 18 (18) | 3 февраля 2011   | Михаил Веллер Писатель, член ПЕН-Центра                                  | Владимир Груздев Депутат Госдумы по списку партии «Единая Россия»   | Борьба с коррупцией в России                                    | Анатолий Куликов Генерал армии                                                                    |
| 18 (18) | 3 февраля 2011   | 44 990 (56 %)                                                            | 35 350 (44 %)                                                       | Борьба с коррупцией в России                                    | Анатолий Куликов Генерал армии                                                                    |
| 19 (19) | 10 февраля 2011  | Сергей Кургинян Аналитик, политолог и театральный режиссёр               | Алексей Венедиктов Главный редактор радиостанции «Эхо Москвы»       | Распад СССР. Борис Ельцин и Михаил Горбачёв                     | Сергей Капица Учёный, телеведущий                                                                 |
| 19 (19) | 10 февраля 2011  | 101 446 (85 %)                                                           | 18 531 (15 %)                                                       | Распад СССР. Борис Ельцин и Михаил Горбачёв                     | Сергей Капица Учёный, телеведущий                                                                 |
| 20 (20) | 17 февраля 2011  | Александр Проханов Писатель, публицист                                   | Виктор Ерофеев Писатель                                             | Сталин                                                          | Юрий Пивоваров Политолог                                                                          |
| 20 (20) | 17 февраля 2011  | 78 560 (75 %)                                                            | 25 792 (25 %)                                                       | Сталин                                                          | Юрий Пивоваров Политолог                                                                          |
| 21 (21) | 24 февраля 2011  | Гейдар Джемаль Председатель Исламского комитета России                   | Владимир Жириновский Председатель партии ЛДПР                       | Ближний Восток                                                  | Алексей Васильев Политолог                                                                        |
| 21 (21) | 24 февраля 2011  | 34 374 (32 %)                                                            | 72 729 (68 %)                                                       | Ближний Восток                                                  | Алексей Васильев Политолог                                                                        |
| 22 (22) | 3 марта 2011     | Александр Хинштейн Депутат Госдумы                                       | Леонид Гозман Бывший член партии «Правое дело»                      | Горбачёв                                                        | Игорь Волгин Историк, литературовед                                                               |
| 22 (22) | 3 марта 2011     | 58 211 (66 %)                                                            | 29 992 (34 %)                                                       | Горбачёв                                                        | Игорь Волгин Историк, литературовед                                                               |
| 23 (23) | 10 марта 2011    | Дмитрий Назаров Актёр                                                    | Юлий Гусман Кинорежиссёр                                            | Русский мат                                                     | Александр Журбин Композитор                                                                       |
| 23 (23) | 10 марта 2011    | 62 122 (89 %)                                                            | 7 713 (11 %)                                                        | Русский мат                                                     | Александр Журбин Композитор                                                                       |
| 24 (24) | 17 марта 2011    | Сергей Митрохин Председатель партии «Яблоко»                             | Сергей Бояркин Заместитель гендиректора концерна «Энергоатом»       | Будущее атомной энергетики, уроки японской трагедии             | Андрей Гагаринский Советник директора РНЦ «Курчатовский институт»                                 |
| 24 (24) | 17 марта 2011    | 44 406 (53 %)                                                            | 39 378 (47 %)                                                       | Будущее атомной энергетики, уроки японской трагедии             | Андрей Гагаринский Советник директора РНЦ «Курчатовский институт»                                 |
| 25 (25) | 24 марта 2011    | Николай Злобин Политолог                                                 | Сергей Кургинян Аналитик, политолог и театральный режиссёр          | Ситуация в Ливии                                                | Владимир Лукин Уполномоченный по правам человека в РФ                                             |
| 25 (25) | 24 марта 2011    | 12 655 (16 %)                                                            | 66 099 (84 %)                                                       | Ситуация в Ливии                                                | Владимир Лукин Уполномоченный по правам человека в РФ                                             |
| 26 (26) | 31 марта 2011    | Александр Дугин Философ                                                  | Ирина Хакамада Политический и государственный деятель, писатель     | Результаты переписи населения.Что делать для сохранения народа? | Руслан Гринберг Экономист                                                                         |
| 26 (26) | 31 марта 2011    | 45 959 (48 %)                                                            | 49 788 (52 %)                                                       | Результаты переписи населения.Что делать для сохранения народа? | Руслан Гринберг Экономист                                                                         |
| 27 (27) | 7 апреля 2011    | Марат Гельман Галерист                                                   | Всеволод Чаплин Священник Русской Православной Церкви               | Роль Русской Православной Церкви в современном обществе         | Карен Шахназаров Кинорежиссёр                                                                     |
| 27 (27) | 7 апреля 2011    | 24 111 (30 %)                                                            | 58 236 (70 %)                                                       | Роль Русской Православной Церкви в современном обществе         | Карен Шахназаров Кинорежиссёр                                                                     |
| 28 (28) | 14 апреля 2011   | Станислав Шушкевич Белорусский политический деятель                      | Владимир Жириновский Председатель партии ЛДПР                       | Теракт в Минске, политическая ситуация в Беларуси               | Андрей Сахаров Историк                                                                            |
| 28 (28) | 14 апреля 2011   | 15 772 (20 %)                                                            | 63 088 (80 %)                                                       | Теракт в Минске, политическая ситуация в Беларуси               | Андрей Сахаров Историк                                                                            |
| 29 (29) | 21 апреля 2011   | Геннадий Зюганов Председатель партии КПРФ                                | Леонид Гозман Бывший член партии «Правое дело»                      | Десталинизация общества                                         | —                                                                                                 |
| 29 (29) | 21 апреля 2011   | 100 094 (88 %)                                                           | 13 132 (12 %)                                                       | Десталинизация общества                                         | —                                                                                                 |
| 30 (30) | 28 апреля 2011   | Михаил Веллер Писатель, член ПЕН-Центра                                  | Михаил Барщевский Адвокат                                           | Педофилия                                                       | Альберт Лиханов Президент Международной ассоциации детских фондов                                 |
| 30 (30) | 28 апреля 2011   | 80 426 (79 %)                                                            | 26 808 (21 %)                                                       | Педофилия                                                       | Альберт Лиханов Президент Международной ассоциации детских фондов                                 |
| 31 (31) | 12 мая 2011      | Евгений Сатановский Президент Института Ближнего Востока                 | Гейдар Джемаль Председатель Исламского комитета России              | Ликвидация Усамы бен Ладена                                     | Михаил Маргелов Председатель Комитета Совета Федерации по международным делам                     |
| 31 (31) | 12 мая 2011      | 37 975 (43 %)                                                            | 50 728 (57 %)                                                       | Ликвидация Усамы бен Ладена                                     | Михаил Маргелов Председатель Комитета Совета Федерации по международным делам                     |
| 32 (32) | 19 мая 2011      | Оксана Дмитриева Депутат Госдумы по списку партии «Справедливая Россия»  | Андрей Исаев Депутат Госдумы по списку партии «Единая Россия»       | Смещение Сергея Миронова с поста председателя Совета Федерации  | Юрий Поляков Гл. редактор «Литературной газеты»                                                   |
| 32 (32) | 19 мая 2011      | 70 862 (47 %)                                                            | 78 932 (53 %)                                                       | Смещение Сергея Миронова с поста председателя Совета Федерации  | Юрий Поляков Гл. редактор «Литературной газеты»                                                   |
| 33 (33) | 26 мая 2011      | Александр Хинштейн Депутат Госдумы                                       | Николай Алексеев. Активист ЛГБТ-движения                            | Запрет гей-парада в Москве                                      | Наталья Иванова Доктор филологических наук                                                        |
| 33 (33) | 26 мая 2011      | Александр Хинштейн Депутат Госдумы                                       | Евгения Отто Активистка феминистического и левого движения          | Запрет гей-парада в Москве                                      | Наталья Иванова Доктор филологических наук                                                        |
| 33 (33) | 26 мая 2011      | Александр Хинштейн Депутат Госдумы                                       | Николай Храмов Председатель комитета российских Радикалов           | Запрет гей-парада в Москве                                      | Наталья Иванова Доктор филологических наук                                                        |
| 33 (33) | 26 мая 2011      | 80 133 (87 %)                                                            | 12 069 (13 %)                                                       | Запрет гей-парада в Москве                                      | Наталья Иванова Доктор филологических наук                                                        |
| 34 (34) | 2 июня 2011      | Аркадий Мамонтов Корреспондент ТК «Россия»                               | Олег Зыков Член Общественной палаты России                          | Ювенальная юстиция                                              | Павел Астахов Уполномоченный по правам ребёнка в РФ                                               |
| 34 (34) | 2 июня 2011      | 69 836 (89 %)                                                            | 8 575 (11 %)                                                        | Ювенальная юстиция                                              | Павел Астахов Уполномоченный по правам ребёнка в РФ                                               |
| 35 (35) | 9 июня 2011      | Александр Проханов Писатель, публицист                                   | Ирина Хакамада Политический и государственный деятель, писатель     | Распад СССР и суверенитет России                                | Вячеслав Никонов Политолог                                                                        |
| 35 (35) | 9 июня 2011      | 64 548 (55 %)                                                            | 52 812 (45 %)                                                       | Распад СССР и суверенитет России                                | Вячеслав Никонов Политолог                                                                        |
| 36 (36) | 16 июня 2011     | Андрей Максимов Журналист, писатель                                      | Любовь Глебова Глава Рособрнадзора                                  | ЕГЭ                                                             | Игорь Волгин Историк, литературовед                                                               |
| 36 (36) | 16 июня 2011     | 61 621 (75 %)                                                            | 20 656 (25 %)                                                       | ЕГЭ                                                             | Игорь Волгин Историк, литературовед                                                               |
| 37 (37) | 23 июня 2011     | Владимир Мединский Депутат Госдумы по списку партии «Единая Россия»      | Леонид Гозман Член партии «Правое дело»                             | 22 июня 1941                                                    | Сергей Мироненко Историк                                                                          |
| 37 (37) | 23 июня 2011     | 59 264 (56 %)                                                            | 46 459 (44 %)                                                       | 22 июня 1941                                                    | Сергей Мироненко Историк                                                                          |
| 38 (38) | 30 июня 2011     | Александр Проханов Писатель, публицист, главный редактор газеты «Завтра» | Владимир Жириновский Председатель партии ЛДПР                       | Что делать с Белоруссией?                                       | Карен Шахназаров Генеральный директор киноконцерна «Мосфильм», режиссёр, член общественной палаты |
| 38 (38) | 30 июня 2011     | 78 721 (46 %)                                                            | 92 412 (54 %)                                                       | Что делать с Белоруссией?                                       | Карен Шахназаров Генеральный директор киноконцерна «Мосфильм», режиссёр, член общественной палаты |

## 2 сезон
| № | Дата эфира       | Гости / Число голосов                                                       | Гости / Число голосов                                                            | Тема выпуска                                                                                        | Третейский судья                                                                                             |
| --- | ---------------- | --------------------------------------------------------------------------- | -------------------------------------------------------------------------------- | --------------------------------------------------------------------------------------------------- | --- |
| № | Дата эфира       |                                                                             |                                                                                  | Тема выпуска                                                                                        | Третейский судья                                                                                             |
| 1 (39) | 8 сентября 2011  | Дмитрий Рогозин Представитель РФ при НАТО                                   | Сергей Митрохин Председатель партии «Яблоко»                                     | Русский народ и межнациональные отношения                                                           | Юрий Кублановский Поэт, публицист                                                                            |
| 1 (39) | 8 сентября 2011  | 52 483 (52 %)                                                               | 47 742 (48 %)                                                                    | Русский народ и межнациональные отношения                                                           | Юрий Кублановский Поэт, публицист                                                                            |
| 2 (40) | 15 сентября 2011 | Николай Левичев Председатель партии «Справедливая Россия»                   | Владимир Жириновский Председатель партии «ЛДПР»                                  | Выборы 2011—2012, политические партии и будущее страны.                                             | Оксана Гаман-Голутвина Политолог, историк.                                                                   |
| 2 (40) | 15 сентября 2011 | 53 529 (55 %)                                                               | 43 265 (45 %)                                                                    | Выборы 2011—2012, политические партии и будущее страны.                                             | Оксана Гаман-Голутвина Политолог, историк.                                                                   |
| 3 (41) | 22 сентября 2011 | Ирина Хакамада Писатель, общественный деятель                               | Александр Проханов Писатель, главный редактор газеты «Завтра»                    | Будущее либерализма в России                                                                        | Юрий Поляков Писатель.                                                                                       |
| 3 (41) | 22 сентября 2011 | 21 666 (29 %)                                                               | 53 565 (71 %)                                                                    | Будущее либерализма в России                                                                        | Юрий Поляков Писатель.                                                                                       |
| 4 (42) | 29 сентября 2011 | Сергей Миронов Руководитель фракции «Справедливая Россия» в Госдуме         | Геннадий Зюганов Председатель партии КПРФ                                        | Выборы 2011—2012, политические партии и будущее страны, вопрос об объединении левых сил в России    | Валерий Фёдоров Российский социолог и политолог, генеральный директор «ВЦИОМ»                                |
| 4 (42) | 29 сентября 2011 | 33 840 (34 %)                                                               | 64 744 (66 %)                                                                    | Выборы 2011—2012, политические партии и будущее страны, вопрос об объединении левых сил в России    | Валерий Фёдоров Российский социолог и политолог, генеральный директор «ВЦИОМ»                                |
| 5 (43) | 6 октября 2011   | Сергей Митрохин Председатель партии «Яблоко»                                | Владимир Жириновский Председатель партии ЛДПР                                    | Выборы 2011—2012, политические партии и будущее страны                                              | Юрий Пивоваров Историк, академик РАН, доктор политических наук                                               |
| 5 (43) | 6 октября 2011   | 52 799 (37 %)                                                               | 90 964 (63 %)                                                                    | Выборы 2011—2012, политические партии и будущее страны                                              | Юрий Пивоваров Историк, академик РАН, доктор политических наук                                               |
| 6 (44) | 13 октября 2011  | Генри Резник Адвокат                                                        | Владимир Овчинский Криминолог, генерал-майор милиции в отставке                  | Досудебное тюремное заключение в СИЗО                                                               | Владимир Лукин Уполномоченный по правам человека в РФ                                                        |
| 6 (44) | 13 октября 2011  | 45 855 (53 %)                                                               | 39 790 (47 %)                                                                    | Досудебное тюремное заключение в СИЗО                                                               | Владимир Лукин Уполномоченный по правам человека в РФ                                                        |
| 7 (45) | 20 октября 2011  | Михаил Веллер Писатель, прозаик                                             | Олег Митволь Политический и общественный деятель в сфере экологии                | Политическое будущее страны. Возможность участия народа в общественной жизни                        | Вячеслав Никонов Российский политолог, политический деятель, доктор исторических наук                        |
| 7 (45) | 20 октября 2011  | 44 867 (74 %)                                                               | 16 131 (26 %)                                                                    | Политическое будущее страны. Возможность участия народа в общественной жизни                        | Вячеслав Никонов Российский политолог, политический деятель, доктор исторических наук                        |
| 8 (46) | 27 октября 2011  | Геннадий Зюганов Председатель партии КПРФ                                   | Ирина Хакамада Писатель, общественный деятель                                    | Политическое будущее страны. Национальный вопрос                                                    | Андрей Петров Российский историк, заместитель академика-секретаря Отделения историко-филологических наук РАН |
| 8 (46) | 27 октября 2011  | 89 053 (83 %)                                                               | 18 002 (17 %)                                                                    | Политическое будущее страны. Национальный вопрос                                                    | Андрей Петров Российский историк, заместитель академика-секретаря Отделения историко-филологических наук РАН |
| 9 (47) | 3 ноября 2011    | Владимир Жириновский Председатель партии «ЛДПР»                             | Борис Надеждин Председатель подмосковного отделения «Правого дела»               | Политическое устройство России (централизованное или федеративное)                                  | Игорь Волгин Писатель, историк                                                                               |
| 9 (47) | 3 ноября 2011    | 123 655 (88 %)                                                              | 16 119 (12 %)                                                                    | Политическое устройство России (централизованное или федеративное)                                  | Игорь Волгин Писатель, историк                                                                               |
| Приостановка программы в связи с временной заменой на программу «Выборы 2011. Дебаты» (7 ноября — 5 декабря)                |                  |                                                                             |                                                                                  | | |
| 10 (48) | 19 января 2012   | Михаил Прохоров Кандидат в Президенты РФ                                    | Геннадий Зюганов Председатель партии КПРФ                                        | Выборы Президента Российской Федерации                                                              | Юрий Кублановский Поэт, публицист                                                                            |
| 10 (48) | 19 января 2012   | 130 093 (49 %)                                                              | 135 474 (51 %)                                                                   | Выборы Президента Российской Федерации                                                              | Юрий Кублановский Поэт, публицист                                                                            |
| 11 (49) | 26 января 2012   | Владимир Жириновский Председатель партии ЛДПР                               | Сергей Миронов Руководитель фракции «Справедливая Россия» в Госдуме              | Выборы Президента Российской Федерации                                                              | Игорь Волгин Писатель, историк                                                                               |
| 11 (49) | 26 января 2012   | 84 943 (62 %)                                                               | 51 234 (38 %)                                                                    | Выборы Президента Российской Федерации                                                              | Игорь Волгин Писатель, историк                                                                               |
| 12 (50) | 2 февраля 2012   | Владимир Жириновский Председатель партии ЛДПР                               | Михаил Прохоров Кандидат в Президенты РФ                                         | Выборы Президента Российской Федерации                                                              | Иларион митрополит Волоколамский, председатель Отдела внешних церковных связей Московского Патриархата       |
| 12 (50) | 2 февраля 2012   | 124 021 (49 %)                                                              | 129 759 (51 %)                                                                   | Выборы Президента Российской Федерации                                                              | Иларион митрополит Волоколамский, председатель Отдела внешних церковных связей Московского Патриархата       |
| Приостановка программы в преддверии президентских выборов. Замена на программу «Выборы 2012. Дебаты» (27 февраля — 5 марта) |                  |                                                                             |                                                                                  | | |
| 13 (51) | 15 марта 2012    | Леонид Гозман Политик                                                       | Александр Проханов Писатель, публицист, главный редактор газеты «Завтра»         | Судьба Pussy Riot                                                                                   | Юрий Пивоваров Историк, академик РАН, доктор политических наук                                               |
| 13 (51) | 15 марта 2012    | 27 994 (29%)                                                                | 68 581 (71%)                                                                     | Судьба Pussy Riot                                                                                   | Юрий Пивоваров Историк, академик РАН, доктор политических наук                                               |
| 14 (52) | 22 марта 2012    | Сергей Удальцов Координатор «Левого фронта»                                 | Владимир Жириновский Председатель партии ЛДПР                                    | Политическое будущее страны. Реформа политической системы                                           | Оксана Гаман-Голутвина Российский политолог, историк                                                         |
| 14 (52) | 22 марта 2012    | 81 043 (49%)                                                                | 84 699 (51%)                                                                     | Политическое будущее страны. Реформа политической системы                                           | Оксана Гаман-Голутвина Российский политолог, историк                                                         |
| 15 (53) | 29 марта 2012    | Андрей Нечаев Экономист, президент банка «Российская финансовая корпорация» | Олег Митволь Общественный деятель в сфере экологии и защиты окружающей среды     | Налог на роскошь и пропорциональная система налогообложения                                         | Сергей Гуриев Ректор Российской экономической школы                                                          |
| 15 (53) | 29 марта 2012    | 25 700 (27%)                                                                | 70 873 (73%)                                                                     | Налог на роскошь и пропорциональная система налогообложения                                         | Сергей Гуриев Ректор Российской экономической школы                                                          |
| 16 (54) | 5 апреля 2012    | Михаил Веллер Писатель                                                      | Ирина Хакамада Писатель, общественный деятель                                    | Смертная казнь/высшая мера наказания для преступлений против детей                                  | Павел Астахов Уполномоченный при Президенте Российской Федерации по правам ребёнка                           |
| 16 (54) | 5 апреля 2012    | 67 198 (65%)                                                                | 36 176 (35%)                                                                     | Смертная казнь/высшая мера наказания для преступлений против детей                                  | Павел Астахов Уполномоченный при Президенте Российской Федерации по правам ребёнка                           |
| 17 (55) | 12 апреля 2012   | Владимир Жириновский Председатель партии ЛДПР                               | Николай Харитонов Член Президиума ЦК КПРФ                                        | Отмена запрета на ношение огнестрельного оружия                                                     | Владимир Груздев Губернатор Тульской области                                                                 |
| 17 (55) | 12 апреля 2012   | 74 180 (74%)                                                                | 25 578 (26%)                                                                     | Отмена запрета на ношение огнестрельного оружия                                                     | Владимир Груздев Губернатор Тульской области                                                                 |
| 18 (56) | 19 апреля 2012   | Виктор Ерофеев Писатель                                                     | Никита Михалков Кинорежиссёр, актёр                                              | Вмешательство государства в культуру и сферу нравственности в современном обществе вседозволенности | Юрий Пивоваров Историк, политолог                                                                            |
| 18 (56) | 19 апреля 2012   | 25 474 (28%)                                                                | 66 630 (72%)                                                                     | Вмешательство государства в культуру и сферу нравственности в современном обществе вседозволенности | Юрий Пивоваров Историк, политолог                                                                            |
| 19 (57) | 26 апреля 2012   | Лолита Милявская Певица                                                     | Андрей Кураев Протодиакон Русской Православной Церкви                            | Суррогатное материнство. Вопрос о крещении суррогатной дочери Филиппа Киркорова                     | Андрей Кокошин Академик РАН                                                                                  |
| 19 (57) | 26 апреля 2012   | 37 118 (40%)                                                                | 55 399 (60%)                                                                     | Суррогатное материнство. Вопрос о крещении суррогатной дочери Филиппа Киркорова                     | Андрей Кокошин Академик РАН                                                                                  |
| 20 (58) | 17 мая 2012      | Александр Проханов Главный редактор газеты «Завтра»                         | Леонид Гозман Президент общероссийского общественного движения «Союз правых сил» | Митинги протеста                                                                                    | Владимир Мединский Историк, профессор МГИМО                                                                  |
| 20 (58) | 17 мая 2012      | 69 537 (71%)                                                                | 28 584 (29%)                                                                     | Митинги протеста                                                                                    | Владимир Мединский Историк, профессор МГИМО                                                                  |
| 21 (59) | 31 мая 2012      | Михаил Барщевский Адвокат, писатель                                         | Роман Толокнов Журналист                                                         | Запрет на курение                                                                                   | Светлана Журова Конькобежка, чемпионка Олимпийских Игр, член Совета Федерации ФС РФ                          |
| 21 (59) | 31 мая 2012      | 57 498 (51%)                                                                | 55 628 (49%)                                                                     | Запрет на курение                                                                                   | Светлана Журова Конькобежка, чемпионка Олимпийских Игр, член Совета Федерации ФС РФ                          |
| 22 (60) | 7 июня 2012      | Владимир Жириновский Председатель партии ЛДПР                               | Михаил Прохоров Бизнесмен, общественный деятель                                  | Политическая ситуация в стране, партия Прохорова «Гражданская платформа»                            | Юрий Кублановский Поэт, публицист                                                                            |
| 22 (60) | 7 июня 2012      | 120 268 (62%)                                                               | 73 562 (38%)                                                                     | Политическая ситуация в стране, партия Прохорова «Гражданская платформа»                            | Юрий Кублановский Поэт, публицист                                                                            |

## 3 сезон
| №       | Дата эфира       | Гости / Число голосов                                                                                                 | Гости / Число голосов                                                                                       | Тема выпуска                                                                              | Третейский судья |
| ------- | ---------------- | --- | --- | ----------------------------------------------------------------------------------------- | --- |
| №       | Дата эфира       | | | Тема выпуска                                                                              | Третейский судья |
| 1 (61)  | 13 сентября 2012 | Леонид Гозман Лидер движения «Союз правых сил», бывший член партии «Правое дело»                                      | Аркадий Мамонтов Корреспондент ТК «Россия»                                                                  | Акция Pussy Riot как общественная угроза                                                  | Игорь Волгин Историк, литературовед                                                                                                   |
| 1 (61)  | 13 сентября 2012 | 19 304 (18%) | 88 433 (82%)                                                                                                | Акция Pussy Riot как общественная угроза                                                  | Игорь Волгин Историк, литературовед                                                                                                   |
| 2 (62)  | 20 сентября 2012 | Михаил Веллер Писатель, прозаик                                                                                       | Генри Резник Адвокат                                                                                        | Отмена моратория на смертную казнь                                                        | Юрий Кублановский Поэт, публицист |
| 2 (62)  | 20 сентября 2012 | 58 169 (89%) | 7 304 (11%)                                                                                                 | Отмена моратория на смертную казнь                                                        | Юрий Кублановский Поэт, публицист |
| 3 (63)  | 27 сентября 2012 | Николай Сванидзе Журналист, историк                                                                                   | Максим Шевченко Журналист, политолог                                                                        | Закон о защите чувств верующих                                                            | Андрей Сахаров Историк |
| 3 (63)  | 27 сентября 2012 | 24 056 (29%) | 57 779 (71%)                                                                                                | Закон о защите чувств верующих                                                            | Андрей Сахаров Историк |
| 4 (64)  | 4 октября 2012   | Александр Проханов Писатель, главный редактор газеты «Завтра»                                                         | Андрей Савельев Политолог, лидер партии «Великая Россия»                                                    | Межнациональные отношения в России                                                        | Игорь Волгин Историк, литературовед                                                                                                   |
| 4 (64)  | 4 октября 2012   | 59 704 (54%) | 51 444 (46%)                                                                                                | Межнациональные отношения в России                                                        | Игорь Волгин Историк, литературовед                                                                                                   |
| 5 (65)  | 11 октября 2012  | Дмитрий Гудков Депутат Государственной Думы РФ                                                                        | Михаил Леонтьев Журналист, главный редактор журнала «Однако»                                                | Радикальная оппозиция                                                                     | Карен Шахназаров Кинорежиссёр, генеральный директор киноконцерна «Мосфильм»                                                           |
| 5 (65)  | 11 октября 2012  | 36 320 (39%) | 57 542 (61%)                                                                                                | Радикальная оппозиция                                                                     | Карен Шахназаров Кинорежиссёр, генеральный директор киноконцерна «Мосфильм»                                                           |
| 6 (66)  | 18 октября 2012  | Сергей Митрохин Председатель партии «Яблоко»                                                                          | Сергей Железняк Заместитель секретаря Генсовета партии «Единая Россия», вице-спикер Государственной Думы РФ | Дело Удальцова                                                                            | Анатолий Кучерена Член Общественной палаты, адвокат                                                                                   |
| 6 (66)  | 18 октября 2012  | 47 091 (40%) | 71 241 (60%)                                                                                                | Дело Удальцова                                                                            | Анатолий Кучерена Член Общественной палаты, адвокат                                                                                   |
| 7 (67)  | 25 октября 2012  | Олег Митволь Политик, общественный деятель                                                                            | Борис Надеждин Политик, бывший член партии «Правое дело»                                                    | Ужесточение наказания за вождение автомобилей в пьяном виде                               | Андрей Петров Начальник аналитического управления Государственной Думы РФ, ответственный секретарь Российского исторического общества |
| 7 (67)  | 25 октября 2012  | 47 520 (71%) | 19 401 (29%)                                                                                                | Ужесточение наказания за вождение автомобилей в пьяном виде                               | Андрей Петров Начальник аналитического управления Государственной Думы РФ, ответственный секретарь Российского исторического общества |
| 8 (68)  | 8 ноября 2012    | Владимир Жириновский Председатель партии ЛДПР                                                                         | Владимир Бортко Кинорежиссёр, депутат Государственной Думы РФ, член фракции КПРФ                            | Октябрьская революция                                                                     | Алексей Левыкин Директор Государственного исторического музея                                                                         |
| 8 (68)  | 8 ноября 2012    | 18 910 (24%) | 60 719 (76%)                                                                                                | Октябрьская революция                                                                     | Алексей Левыкин Директор Государственного исторического музея                                                                         |
| 9 (69)  | 15 ноября 2012   | Александр Хинштейн Заместитель председателя Комитета Государственной Думы по безопасности и противодействию коррупции | Александр Починок Профессор Национального исследовательского университета «Высшая школа экономики»          | Борьба с коррупцией в России                                                              | Карен Шахназаров Кинорежиссёр, генеральный директор киноконцерна «Мосфильм»                                                           |
| 9 (69)  | 15 ноября 2012   | 58 382 (87%) | 8 724 (13%)                                                                                                 | Борьба с коррупцией в России                                                              | Карен Шахназаров Кинорежиссёр, генеральный директор киноконцерна «Мосфильм»                                                           |
| 10 (70) | 22 ноября 2012   | Сергей Железняк Заместитель секретаря Генсовета партии «Единая Россия», вице-спикер Государственной Думы РФ           | Михаил Барщевский Адвокат, писатель                                                                         | Закон о запрете чиновникам иметь собственность за границей                                | Сергей Мироненко Историк |
| 10 (70) | 22 ноября 2012   | 51 550 (72%) | 19 659 (28%)                                                                                                | Закон о запрете чиновникам иметь собственность за границей                                | Сергей Мироненко Историк |
| 11 (71) | 29 ноября 2012   | Мария Арбатова Писательница, феминистка                                                                               | Виталий Милонов Депутат Законодательного собрания Санкт-Петербурга                                          | Легализация проституции в России                                                          | Андрей Возьмитель Социолог |
| 11 (71) | 29 ноября 2012   | 16 074 (22%) | 56 190 (78%)                                                                                                | Легализация проституции в России                                                          | Андрей Возьмитель Социолог |
| 12 (72) | 6 декабря 2012   | Владимир Рыжков Сопредседатель партии «РПР-Парнас»                                                                    | Геннадий Зюганов Председатель партии КПРФ                                                                   | Пути развития России: либерализм или левый поворот                                        | Михаил Горшков Директор Института социологии РАН                                                                                      |
| 12 (72) | 6 декабря 2012   | 23 705 (29%) | 56 755 (71%)                                                                                                | Пути развития России: либерализм или левый поворот                                        | Михаил Горшков Директор Института социологии РАН                                                                                      |
| 13 (73) | 13 декабря 2012  | Михаил Прохоров Лидер партии «Гражданская платформа»                                                                  | Владимир Жириновский Председатель партии ЛДПР                                                               | Послание Президента Федеральному Собранию и реформа политической системы                  | Юрий Пивоваров Директор Института научной информации по общественным наукам РАН                                                       |
| 13 (73) | 13 декабря 2012  | 38 878 (25%) | 118 177 (75%)                                                                                               | Послание Президента Федеральному Собранию и реформа политической системы                  | Юрий Пивоваров Директор Института научной информации по общественным наукам РАН                                                       |
| 14 (74) | 24 января 2013   | Ирина Хакамада Член Совета при Президенте РФ по развитию гражданского общества и правам человека, публицист           | Вячеслав Никонов Депутат Государственной Думы РФ, политолог                                                 | «Закон Димы Яковлева» и проблема сирот                                                    | Павел Астахов Уполномоченный при Президенте РФ по правам ребёнка                                                                      |
| 14 (74) | 24 января 2013   | 49 407 (42%) | 67 395 (58%)                                                                                                | «Закон Димы Яковлева» и проблема сирот                                                    | Павел Астахов Уполномоченный при Президенте РФ по правам ребёнка                                                                      |
| 15 (75) | 31 января 2013   | Сергей Кургинян Лидер общественного движения «Суть времени»                                                           | Борис Надеждин Заведующий кафедрой права Московского физико-технического института                          | Ювенальная юстиция                                                                        | Юрий Поляков Писатель, главный редактор «Литературной газеты»                                                                         |
| 15 (75) | 31 января 2013   | 68 972 (69%) | 30 826 (31%)                                                                                                | Ювенальная юстиция                                                                        | Юрий Поляков Писатель, главный редактор «Литературной газеты»                                                                         |
| 16 (76) | 7 февраля 2013   | Александр Архангельский Литератор, профессор Высшей школы экономики                                                   | Александр Проханов Писатель, главный редактор газеты «Завтра»                                               | Переименование Волгограда в Сталинград                                                    | Сергей Мироненко Директор Государственного архива Российской Федерации                                                                |
| 16 (76) | 7 февраля 2013   | 25 553 (25%) | 75 787 (75%)                                                                                                | Переименование Волгограда в Сталинград                                                    | Сергей Мироненко Директор Государственного архива Российской Федерации                                                                |
| 17 (77) | 14 февраля 2013  | Владимир Жириновский Председатель партии ЛДПР                                                                         | Олег Митволь Председатель Центрального совета партии «Альянс зелёных — Народная партия»                     | Закон о запрете курения                                                                   | Карен Шахназаров Кинорежиссёр, генеральный директор киноконцерна «Мосфильм»                                                           |
| 17 (77) | 14 февраля 2013  | 86 536 (84%) | 16 969 (16%)                                                                                                | Закон о запрете курения                                                                   | Карен Шахназаров Кинорежиссёр, генеральный директор киноконцерна «Мосфильм»                                                           |
| 18 (78) | 21 февраля 2013  | Илья Пономарёв Депутат Государственной Думы РФ, член фракции «Справедливая Россия»                                    | Владимир Жириновский Председатель партии ЛДПР                                                               | Диссертация Жириновского                                                                  | Юрий Пивоваров Историк, академик РАН                                                                                                  |
| 18 (78) | 21 февраля 2013  | 41 865 (31%) | 91 772 (69%)                                                                                                | Диссертация Жириновского                                                                  | Юрий Пивоваров Историк, академик РАН                                                                                                  |
| 19 (79) | 28 февраля 2013  | Ирина Хакамада Член Совета при Президенте РФ по развитию гражданского общества и правам человека, публицист           | Сергей Железняк Заместитель секретаря Генсовета партии «Единая Россия», вице-спикер Государственной Думы РФ | Законопроект о запрете чиновникам иметь счета и бизнес за границей                        | Юрий Кублановский Поэт, публицист |
| 19 (79) | 28 февраля 2013  | 48 755 (46%) | 57 697 (54%)                                                                                                | Законопроект о запрете чиновникам иметь счета и бизнес за границей                        | Юрий Кублановский Поэт, публицист |
| 20 (80) | 14 марта 2013    | Алексей Пушков Депутат Государственной Думы РФ, член фракции «Единая Россия»                                          | Дмитрий Гудков Депутат Государственной Думы РФ                                                              | Критика действий России российскими государственными деятелями за границей                | Андрей Кокошин Декан факультета мировой политики МГУ, академик РАН                                                                    |
| 20 (80) | 14 марта 2013    | 70 913 (58%) | 51 562 (42%)                                                                                                | Критика действий России российскими государственными деятелями за границей                | Андрей Кокошин Декан факультета мировой политики МГУ, академик РАН                                                                    |
| 21 (81) | 21 марта 2013    | Николай Сванидзе Журналист, член Общественной палаты РФ                                                               | Владимир Жириновский Председатель партии ЛДПР                                                               | Конфликт Государственной Думы и газеты «Московский комсомолец»                            | — |
| 21 (81) | 21 марта 2013    | 46 111 (35%) | 85 975 (65%)                                                                                                | Конфликт Государственной Думы и газеты «Московский комсомолец»                            | — |
| 22 (82) | 28 марта 2013    | Александр Хинштейн Депутат Государственной Думы РФ, член фракции «Единая Россия»                                      | Александр Починок Профессор Высшей школы экономики                                                          | Сравнение эпох 1990-х годов и 2000-х годов                                                | Игорь Волгин Историк, литературовед                                                                                                   |
| 22 (82) | 28 марта 2013    | 44 542 (64%) | 24 931 (36%)                                                                                                | Сравнение эпох 1990-х годов и 2000-х годов                                                | Игорь Волгин Историк, литературовед                                                                                                   |
| 23 (83) | 4 апреля 2013    | Александр Проханов Писатель, главный редактор газеты «Завтра»                                                         | Владимир Рыжков Сопредседатель партии «РПР-Парнас»                                                          | Необходимость новой перестройки в России                                                  | Карен Шахназаров Кинорежиссёр, генеральный директор киноконцерна «Мосфильм»                                                           |
| 23 (83) | 4 апреля 2013    | 60 729 (73%) | 22 908 (27%)                                                                                                | Необходимость новой перестройки в России                                                  | Карен Шахназаров Кинорежиссёр, генеральный директор киноконцерна «Мосфильм»                                                           |
| 24 (84) | 11 апреля 2013   | Вячеслав Никонов Председатель Комитета Государственной Думы по образованию                                            | Леонид Гозман Президент Общероссийского общественного движения «Союз правых сил»                            | Формирование образа России на Западе как абсолютного зла                                  | Юрий Поляков Писатель, главный редактор «Литературной газеты»                                                                         |
| 24 (84) | 11 апреля 2013   | 85 079 (78%) | 23 861 (22%)                                                                                                | Формирование образа России на Западе как абсолютного зла                                  | Юрий Поляков Писатель, главный редактор «Литературной газеты»                                                                         |
| 25 (85) | 18 апреля 2013   | Владимир Жириновский Председатель партии ЛДПР                                                                         | Виктор Анпилов Лидер движения «Трудовая Россия»                                                             | Введение визового режима со странами СНГ и ограничение въезда трудовых мигрантов в Россию | Сергей Мироненко Историк, директор Государственного архива Российской Федерации                                                       |
| 25 (85) | 18 апреля 2013   | 65 484 (79%) | 17 415 (21%)                                                                                                | Введение визового режима со странами СНГ и ограничение въезда трудовых мигрантов в Россию | Сергей Мироненко Историк, директор Государственного архива Российской Федерации                                                       |
| 26 (86) | 16 мая 2013      | Леонид Гозман Президент Общероссийского общественного движения «Союз правых сил»                                      | Никита Михалков Кинорежиссёр, председатель Союза кинематографистов РФ                                       | Патриотизм                                                                                | Юрий Кублановский Поэт, публицист |
| 26 (86) | 16 мая 2013      | 25 471 (27%) | 70 521 (73%)                                                                                                | Патриотизм                                                                                | Юрий Кублановский Поэт, публицист |
| 27 (87) | 23 мая 2013      | Марат Гельман Директор Пермского музея современного искусства                                                         | Виталий Милонов Депутат Законодательного собрания Санкт-Петербурга                                          | Проблема пропаганды гомосексуализма                                                       | Андрей Юревич Заместитель директора Института психологии РАН, член-корреспондент РАН                                                  |
| 27 (87) | 23 мая 2013      | 12 325 (16%) | 65 150 (84%)                                                                                                | Проблема пропаганды гомосексуализма                                                       | Андрей Юревич Заместитель директора Института психологии РАН, член-корреспондент РАН                                                  |
| 28 (88) | 30 мая 2013      | Владимир Жириновский Председатель партии ЛДПР                                                                         | Иосиф Райхельгауз Режиссёр, народный артист РФ                                                              | Горбачёв                                                                                  | Игорь Волгин Историк, литературовед                                                                                                   |
| 28 (88) | 30 мая 2013      | 77 802 (85%) | 13 419 (15%)                                                                                                | Горбачёв                                                                                  | Игорь Волгин Историк, литературовед                                                                                                   |
| 29 (89) | 6 июня 2013      | Дмитрий Назаров Актёр, народный артист РФ                                                                             | Александр Мясников Кардиолог, главный врач Московской городской клинической больницы № 71                   | Закон о запрете курения в общественных местах                                             | Наталья Иванова Литературовед, публицист                                                                                              |
| 29 (89) | 6 июня 2013      | 61 737 (51%) | 58 600 (49%)                                                                                                | Закон о запрете курения в общественных местах                                             | Наталья Иванова Литературовед, публицист                                                                                              |
| 30 (90) | 13 июня 2013     | Сергей Митрохин Председатель партии «Яблоко»                                                                          | Александр Проханов Писатель, главный редактор газеты «Завтра»                                               | Закон о защите чувств верующих                                                            | Андрей Кокошин Декан факультета мировой политики МГУ, академик РАН                                                                    |
| 30 (90) | 13 июня 2013     | 42 578 (45%) | 52 050 (55%)                                                                                                | Закон о защите чувств верующих                                                            | Андрей Кокошин Декан факультета мировой политики МГУ, академик РАН                                                                    |

## 4 сезон
| №        | Дата эфира       | Гости / Число голосов                                                                                       | Гости / Число голосов                                                                                                 | Тема выпуска                                                                        | Третейский судья                                                                                                   |
| -------- | ---------------- | --- | --- | ----------------------------------------------------------------------------------- | --- |
| №        | Дата эфира       | | | Тема выпуска                                                                        | Третейский судья                                                                                                   |
| 1 (91)   | 12 сентября 2013 | Михаил Прохоров Лидер партии «Гражданская платформа»                                                        | Владимир Жириновский Председатель партии ЛДПР                                                                         | Результаты единого дня голосования                                                  | Карен Шахназаров Кинорежиссёр, генеральный директор киноконцерна «Мосфильм»                                        |
| 1 (91)   | 12 сентября 2013 | 106 738 (52%)                                                                                               | 99 419 (48%) | Результаты единого дня голосования                                                  | Карен Шахназаров Кинорежиссёр, генеральный директор киноконцерна «Мосфильм»                                        |
| 2 (92)   | 19 сентября 2013 | Максим Шевченко Член Совета по правам человека и развитию гражданского общества при Президенте РФ           | Александр Починок Профессор Высшей школы экономики                                                                    | Амнистия для мигрантов                                                              | Андрей Кокошин Декан факультета мировой политики МГУ, академик РАН                                                 |
| 2 (92)   | 19 сентября 2013 | 102 424 (87%)                                                                                               | 15 362 (13%) | Амнистия для мигрантов                                                              | Андрей Кокошин Декан факультета мировой политики МГУ, академик РАН                                                 |
| 3 (93)   | 26 сентября 2013 | Александр Проханов Писатель, главный редактор газеты «Завтра»                                               | Николай Злобин Президент Центра глобальных интересов                                                                  | Национальная идея и система ценностей в России                                      | Михаил Горшков Директор Института социологии РАН                                                                   |
| 3 (93)   | 26 сентября 2013 | 72 003 (82%)                                                                                                | 16 052 (18%) | Национальная идея и система ценностей в России                                      | Михаил Горшков Директор Института социологии РАН                                                                   |
| 4 (94)   | 3 октября 2013   | — | — | Спецвыпуск, посвящённый 20-й годовщине октябрьских событий 1993 года                | — |
| 4 (94)   | 3 октября 2013   | — | — | Спецвыпуск, посвящённый 20-й годовщине октябрьских событий 1993 года                | — |
| 5 (95)   | 10 октября 2013  | Виталий Милонов Депутат Законодательного собрания Санкт-Петербурга                                          | Лолита Милявская Певица                                                                                               | Суррогатное материнство                                                             | Игорь Волгин Историк, литературовед                                                                                |
| 5 (95)   | 10 октября 2013  | 70 687 (68%)                                                                                                | 33 846 (32%) | Суррогатное материнство                                                             | Игорь Волгин Историк, литературовед                                                                                |
| 6 (96)   | 17 октября 2013  | Леонид Гозман Президент Общероссийского общественного движения «Союз правых сил»                            | Александр Хинштейн Заместитель председателя Комитета Государственной Думы по безопасности и противодействию коррупции | Восстановление памятника Ф. Э. Дзержинскому на Лубянской площади                    | Юрий Кублановский Поэт, публицист                                                                                  |
| 6 (96)   | 17 октября 2013  | 42 833 (26%)                                                                                                | 122 562 (74%) | Восстановление памятника Ф. Э. Дзержинскому на Лубянской площади                    | Юрий Кублановский Поэт, публицист                                                                                  |
| 7 (97)   | 24 октября 2013  | Владимир Жириновский Председатель партии ЛДПР                                                               | Максим Шевченко Член Совета по правам человека и развитию гражданского общества при Президенте РФ                     | Методы борьбы с терроризмом                                                         | Анатолий Куликов Генерал армии, председатель правления Всемирного антикриминального и антитеррористического центра |
| 7 (97)   | 24 октября 2013  | 140 908 (64%)                                                                                               | 78 576 (36%) | Методы борьбы с терроризмом                                                         | Анатолий Куликов Генерал армии, председатель правления Всемирного антикриминального и антитеррористического центра |
| 8 (98)   | 31 октября 2013  | Ирина Хакамада Член Совета при Президенте РФ по развитию гражданского общества и правам человека, публицист | Сергей Железняк Заместитель секретаря Генсовета партии «Единая Россия», вице-спикер Государственной Думы РФ           | Российский парламент и его эволюция                                                 | Карен Шахназаров Кинорежиссёр, генеральный директор киноконцерна «Мосфильм»                                        |
| 8 (98)   | 31 октября 2013  | 48 966 (46%)                                                                                                | 58 651 (54%) | Российский парламент и его эволюция                                                 | Карен Шахназаров Кинорежиссёр, генеральный директор киноконцерна «Мосфильм»                                        |
| 9 (99)   | 7 ноября 2013    | Генри Резник Адвокат                                                                                        | Ирина Яровая Председатель Комитета Государственной Думы по безопасности и противодействию коррупции                   | Борьба с коррупцией                                                                 | Михаил Горшков Директор Института социологии РАН                                                                   |
| 9 (99)   | 7 ноября 2013    | 45 708 (33%)                                                                                                | 93 937 (67%) | Борьба с коррупцией                                                                 | Михаил Горшков Директор Института социологии РАН                                                                   |
| 10 (100) | 14 ноября 2013   | Николай Сванидзе Член Совета при Президенте РФ по развитию гражданского общества и правам человека          | Вероника Крашенинникова Член Общественной палаты РФ                                                                   | Патриотическое воспитание                                                           | Юрий Петров Директор Института российской истории РАН                                                              |
| 10 (100) | 14 ноября 2013   | 33 540 (30%)                                                                                                | 80 012 (70%) | Патриотическое воспитание                                                           | Юрий Петров Директор Института российской истории РАН                                                              |
| 11 (101) | 21 ноября 2013   | Александр Проханов Писатель, главный редактор газеты «Завтра»                                               | Леонид Гозман Член попечительского совета Фонда Егора Гайдара                                                         | Установка памятника Егору Гайдару в Москве                                          | Андрей Кокошин Декан факультета мировой политики МГУ, академик РАН                                                 |
| 11 (101) | 21 ноября 2013   | 115 338 (83%)                                                                                               | 24 234 (17%) | Установка памятника Егору Гайдару в Москве                                          | Андрей Кокошин Декан факультета мировой политики МГУ, академик РАН                                                 |
| 12 (102) | 28 ноября 2013   | Виталий Милонов Депутат Законодательного собрания Санкт-Петербурга                                          | Марат Гельман Галерист                                                                                                | Идея закрепления в Конституции особой роли православия в России                     | Юрий Пивоваров Директор Института научной информации по общественным наукам РАН, академик РАН                      |
| 12 (102) | 28 ноября 2013   | 60 063 (79%)                                                                                                | 15 937 (21%) | Идея закрепления в Конституции особой роли православия в России                     | Юрий Пивоваров Директор Института научной информации по общественным наукам РАН, академик РАН                      |
| 13 (103) | 5 декабря 2013   | Вероника Крашенинникова Член Общественной палаты РФ                                                         | Ирина Хакамада Член Совета при Президенте РФ по развитию гражданского общества и правам человека                      | Протестные акции на Украине                                                         | — |
| 13 (103) | 5 декабря 2013   | 58 569 (77%)                                                                                                | 17 739 (23%) | Протестные акции на Украине                                                         | — |
| 14 (104) | 12 декабря 2013  | — | — | Спецвыпуск, посвящённый 20-летию российской Конституции                             | — |
| 14 (104) | 12 декабря 2013  | — | — | Спецвыпуск, посвящённый 20-летию российской Конституции                             | — |
| 15 (105) | 23 января 2014   | Дмитрий Киселёв Генеральный директор российского международного информационного агентства «Россия сегодня»  | Геннадий Гудков Политик, общественный деятель                                                                         | Обострение ситуации на Украине                                                      | Андрей Кокошин Декан факультета мировой политики МГУ, академик РАН                                                 |
| 15 (105) | 23 января 2014   | 67 870 (77%)                                                                                                | 20 308 (23%) | Обострение ситуации на Украине                                                      | Андрей Кокошин Декан факультета мировой политики МГУ, академик РАН                                                 |
| 16 (106) | 30 января 2014   | Владимир Жириновский Председатель партии ЛДПР                                                               | Олесь Бузина Писатель, публицист                                                                                      | Позиция России в отношении Украины                                                  | — |
| 16 (106) | 30 января 2014   | 99 342 (59%)                                                                                                | 70 328 (41%) | Позиция России в отношении Украины                                                  | — |
| 17 (107) | 27 февраля 2014  | — | — | Спецвыпуск, посвящённый смене власти на Украине, протестам в Крыму и позиции России | — |
| 17 (107) | 27 февраля 2014  | — | — | Спецвыпуск, посвящённый смене власти на Украине, протестам в Крыму и позиции России | — |
| 18 (108) | 4 апреля 2014    | Александр Проханов Писатель, главный редактор газеты «Завтра»                                               | Николай Злобин Президент Центра глобальных интересов                                                                  | Отношения России с Западом                                                          | Андрей Кокошин Декан факультета мировой политики МГУ, академик РАН                                                 |
| 18 (108) | 4 апреля 2014    | 93 312 (85%)                                                                                                | 15 907 (15%) | Отношения России с Западом                                                          | Андрей Кокошин Декан факультета мировой политики МГУ, академик РАН                                                 |

## 5 сезон
| №        | Дата эфира       | Гости / Число голосов                                                                                       | Гости / Число голосов                                                                                       | Тема выпуска                                                   | Третейский судья                                                                           |
| -------- | ---------------- | --- | --- | -------------------------------------------------------------- | ------------------------------------------------------------------------------------------ |
| №        | Дата эфира       | | | Тема выпуска                                                   | Третейский судья                                                                           |
| 1 (109)  | 10 сентября 2015 | Александр Проханов Писатель, главный редактор газеты «Завтра»                                               | Дмитрий Энтео Лидер общественного движения «Божья Воля»                                                     | Вандализм в Манеже и оскорбление чувств верующих               | Александр Агейкин Протоиерей, настоятель Богоявленского кафедрального собора в Елохове     |
| 1 (109)  | 10 сентября 2015 | 46 921 (71%)                                                                                                | 17 452 (29%)                                                                                                | Вандализм в Манеже и оскорбление чувств верующих               | Александр Агейкин Протоиерей, настоятель Богоявленского кафедрального собора в Елохове     |
| 2 (110)  | 17 сентября 2015 | Алексей Пушков Председатель Комитета Государственной Думы по международным делам                            | Борис Надеждин Президент Института региональных проектов и законодательства                                 | Отношения России и Запада                                      | Карен Шахназаров Кинорежиссёр, генеральный директор киноконцерна «Мосфильм»                |
| 2 (110)  | 17 сентября 2015 | 79 884 (89%)                                                                                                | 10 290 (11%)                                                                                                | Отношения России и Запада                                      | Карен Шахназаров Кинорежиссёр, генеральный директор киноконцерна «Мосфильм»                |
| 3 (111)  | 24 сентября 2015 | Дмитрий Куликов Политолог (Россия)                                                                          | Вячеслав Ковтун Политолог (Украина)                                                                         | Ситуация на Украине                                            | Андрей Кокошин Декан факультета мировой политики МГУ, академик РАН                         |
| 3 (111)  | 24 сентября 2015 | 51 790 (93%)                                                                                                | 3 677 (7%)                                                                                                  | Ситуация на Украине                                            | Андрей Кокошин Декан факультета мировой политики МГУ, академик РАН                         |
| 4 (112)  | 8 октября 2015   | Семён Багдасаров Директор Центра изучения стран Ближнего Востока и Центральной Азии                         | Майкл Бом Американский журналист                                                                            | Российская военная операция в Сирии и позиция США              | Юрий Кублановский Поэт, публицист                                                          |
| 4 (112)  | 8 октября 2015   | 66 838 (91%)                                                                                                | 6 734 (9%)                                                                                                  | Российская военная операция в Сирии и позиция США              | Юрий Кублановский Поэт, публицист                                                          |
| 5 (113)  | 15 октября 2015  | Евгений Сатановский Политолог (Москва)                                                                      | Николай Злобин Политолог (Вашингтон)                                                                        | Российско-американские отношения                               | Алексей Пушков Председатель Комитета Государственной думы по международным делам           |
| 5 (113)  | 15 октября 2015  | 60 509 (87%)                                                                                                | 9 040 (13%)                                                                                                 | Российско-американские отношения                               | Алексей Пушков Председатель Комитета Государственной думы по международным делам           |
| 6 (114)  | 22 октября 2015  | Владимир Жириновский Председатель партии ЛДПР                                                               | Михаил Барщевский Полномочный представитель Правительства Российской Федерации в высших судебных инстанциях | Восстановление смертной казни в России                         | Юрий Петров Директор Института российской истории РАН                                      |
| 6 (114)  | 22 октября 2015  | 72 138 (80%)                                                                                                | 18 531 (20%)                                                                                                | Восстановление смертной казни в России                         | Юрий Петров Директор Института российской истории РАН                                      |
| 7 (115)  | 29 октября 2015  | Владимир Жириновский Председатель партии ЛДПР                                                               | Николай Злобин Президент Центра глобальных интересов                                                        | Кризис беженцев в Евросоюзе                                    | Игорь Волгин Писатель, историк                                                             |
| 7 (115)  | 29 октября 2015  | 80 022 (90%)                                                                                                | 8 707 (10%)                                                                                                 | Кризис беженцев в Евросоюзе                                    | Игорь Волгин Писатель, историк                                                             |
| 8 (116)  | 5 ноября 2015    | Сергей Кургинян Лидер общественного движения «Суть времени»                                                 | Борис Надеждин Президент Института региональных проектов и законодательства                                 | Патриотизм                                                     | Виталий Третьяков Журналист, политолог, декан Высшей школы телевидения МГУ                 |
| 8 (116)  | 5 ноября 2015    | 79 552 (88%)                                                                                                | 10 358 (12%)                                                                                                | Патриотизм                                                     | Виталий Третьяков Журналист, политолог, декан Высшей школы телевидения МГУ                 |
| 9 (117)  | 12 ноября 2015   | Александр Проханов Писатель, главный редактор газеты «Завтра»                                               | Иосиф Райхельгауз Режиссёр, народный артист РФ                                                              | Идеологическое противостояние России и Запада                  | Юрий Кублановский Поэт, публицист                                                          |
| 9 (117)  | 12 ноября 2015   | 75 121 (89%)                                                                                                | 9 444 (11%)                                                                                                 | Идеологическое противостояние России и Запада                  | Юрий Кублановский Поэт, публицист                                                          |
| 10 (118) | 28 января 2016   | Владимир Жириновский Председатель партии ЛДПР                                                               | Александр Проханов Писатель, главный редактор газеты «Завтра»                                               | Роль В. И. Ленина в истории России                             | Алексей Левыкин Директор Государственного исторического музея                              |
| 10 (118) | 28 января 2016   | 26 289 (30%)                                                                                                | 62 060 (70%)                                                                                                | Роль В. И. Ленина в истории России                             | Алексей Левыкин Директор Государственного исторического музея                              |
| 11 (119) | 4 февраля 2016   | Карен Шахназаров Кинорежиссёр, генеральный директор киноконцерна «Мосфильм»                                 | Николай Злобин Президент Центра глобальных интересов                                                        | Конфронтация России и Запада                                   | Виталий Третьяков Журналист, политолог, декан Высшей школы телевидения МГУ                 |
| 11 (119) | 4 февраля 2016   | 75 240 (90%)                                                                                                | 8 719 (10%)                                                                                                 | Конфронтация России и Запада                                   | Виталий Третьяков Журналист, политолог, декан Высшей школы телевидения МГУ                 |
| 12 (120) | 11 февраля 2016  | Сергей Станкевич Политолог                                                                                  | Сергей Михеев Политолог                                                                                     | Перспектива войны с Турцией                                    | Андрей Кокошин Декан факультета мировой политики МГУ, академик РАН                         |
| 12 (120) | 11 февраля 2016  | 5 736 (8%)                                                                                                  | 62 042 (92%)                                                                                                | Перспектива войны с Турцией                                    | Андрей Кокошин Декан факультета мировой политики МГУ, академик РАН                         |
| 13 (121) | 18 февраля 2016  | Владимир Жириновский Председатель партии ЛДПР                                                               | Николай Злобин Президент Центра глобальных интересов                                                        | Напряжённость в российско-турецких отношениях и позиция США    | Игорь Волгин Писатель, историк                                                             |
| 13 (121) | 18 февраля 2016  | 59 602 (88%)                                                                                                | 8 035 (12%)                                                                                                 | Напряжённость в российско-турецких отношениях и позиция США    | Игорь Волгин Писатель, историк                                                             |
| 14 (122) | 25 февраля 2016  | Борис Надеждин Президент Института региональных проектов и законодательства                                 | Евгений Сатановский Президент Института Ближнего Востока                                                    | Целесообразность высоких расходов на развитие ВПК в России     | Юрий Петров Директор Института российской истории РАН                                      |
| 14 (122) | 25 февраля 2016  | 9 940 (12%)                                                                                                 | 69 783 (88%)                                                                                                | Целесообразность высоких расходов на развитие ВПК в России     | Юрий Петров Директор Института российской истории РАН                                      |
| 15 (123) | 3 марта 2016     | Владимир Жириновский Председатель партии ЛДПР                                                               | Николай Стариков Председатель партии «Великое Отечество»                                                    | Личность и политика И. В. Сталина                              | Андрей Сорокин Директор Российского государственного архива социально-политической истории |
| 15 (123) | 3 марта 2016     | 29 875 (27%)                                                                                                | 81 256 (73%)                                                                                                | Личность и политика И. В. Сталина                              | Андрей Сорокин Директор Российского государственного архива социально-политической истории |
| 16 (124) | 10 марта 2016    | Сергей Михеев Политолог                                                                                     | Владимир Рыжков Политик                                                                                     | Отношения России с Европой                                     | Юрий Кублановский Поэт, публицист                                                          |
| 16 (124) | 10 марта 2016    | 80 751 (86%)                                                                                                | 13 468 (14%)                                                                                                | Отношения России с Европой                                     | Юрий Кублановский Поэт, публицист                                                          |
| 17 (125) | 24 марта 2016    | Михаил Барщевский Полномочный представитель Правительства Российской Федерации в высших судебных инстанциях | Владимир Жириновский Председатель партии ЛДПР                                                               | Теракты в Брюсселе и меры по борьбе с терроризмом              | Юрий Кублановский Поэт, публицист                                                          |
| 17 (125) | 24 марта 2016    | 12 518 (19%)                                                                                                | 52 968 (81%)                                                                                                | Теракты в Брюсселе и меры по борьбе с терроризмом              | Юрий Кублановский Поэт, публицист                                                          |
| 18 (126) | 31 марта 2016    | Вячеслав Никонов Председатель Комитета Госдумы по образованию, президент фонда «Политика»                   | Владимир Рыжков Председатель общественного движения «Выбор России»                                          | Цели российской внешней политики                               | Андрей Кокошин Декан факультета мировой политики МГУ, академик РАН                         |
| 18 (126) | 31 марта 2016    | 63 226 (86%)                                                                                                | 10 051 (14%)                                                                                                | Цели российской внешней политики                               | Андрей Кокошин Декан факультета мировой политики МГУ, академик РАН                         |
| 19 (127) | 7 апреля 2016    | Сергей Михеев Политолог                                                                                     | Борис Надеждин Политик                                                                                      | Информационная война Запада с Россией                          | Юрий Петров Директор Института российской истории РАН                                      |
| 19 (127) | 7 апреля 2016    | 73 241 (91%)                                                                                                | 7 501 (9%)                                                                                                  | Информационная война Запада с Россией                          | Юрий Петров Директор Института российской истории РАН                                      |
| 20 (128) | 21 апреля 2016   | Вячеслав Никонов Депутат Государственной думы, президент фонда «Политика»                                   | Николай Злобин Президент Центра глобальных интересов                                                        | Российско-американские отношения                               | Карен Шахназаров Кинорежиссёр, генеральный директор киноконцерна «Мосфильм»                |
| 20 (128) | 21 апреля 2016   | 64 440 (88%)                                                                                                | 8 542 (12%)                                                                                                 | Российско-американские отношения                               | Карен Шахназаров Кинорежиссёр, генеральный директор киноконцерна «Мосфильм»                |
| 21 (129) | 28 апреля 2016   | Владимир Жириновский Председатель партии ЛДПР                                                               | Владимир Рыжков Председатель общественного движения «Выбор России»                                          | Российский парламент                                           | Юрий Петров Директор Института российской истории РАН                                      |
| 21 (129) | 28 апреля 2016   | 50 608 (69%)                                                                                                | 22 456 (31%)                                                                                                | Российский парламент                                           | Юрий Петров Директор Института российской истории РАН                                      |
| 22 (130) | 19 мая 2016      | Сергей Михеев Российский политолог                                                                          | Вячеслав Ковтун Украинский политолог                                                                        | Ситуация в Донбассе и Минские соглашения                       | Андрей Кокошин Декан факультета мировой политики МГУ, академик РАН                         |
| 22 (130) | 19 мая 2016      | 58 658 (94%)                                                                                                | 3 794 (6%)                                                                                                  | Ситуация в Донбассе и Минские соглашения                       | Андрей Кокошин Декан факультета мировой политики МГУ, академик РАН                         |
| 23 (131) | 2 июня 2016      | Сергей Кургинян Лидер общественного движения «Суть времени»                                                 | Леонид Гозман Президент Общероссийского общественного движения «Союз правых сил»                            | Модели экономического развития России и иностранные инвестиции | Карен Шахназаров Кинорежиссёр, генеральный директор киноконцерна «Мосфильм»                |
| 23 (131) | 2 июня 2016      | 74 611 (92%)                                                                                                | 6 376 (8%)                                                                                                  | Модели экономического развития России и иностранные инвестиции | Карен Шахназаров Кинорежиссёр, генеральный директор киноконцерна «Мосфильм»                |
| 24 (132) | 9 июня 2016      | Александр Проханов Писатель, главный редактор газеты «Завтра»                                               | Вячеслав Ковтун Украинский политолог                                                                        | Украина                                                        | Алексей Пушков Председатель Комитета Государственной думы по международным делам           |
| 24 (132) | 9 июня 2016      | 59 603 (96%)                                                                                                | 2 545 (4%)                                                                                                  | Украина                                                        | Алексей Пушков Председатель Комитета Государственной думы по международным делам           |
| 25 (133) | 23 июня 2016     | Алексей Пушков Председатель Комитета Государственной думы по международным делам                            | Роберт Пшель Исполняющий обязанности директора Информационного бюро НАТО в Москве                           | Усиление военной активности НАТО вблизи российских границ      | Андрей Кокошин Декан факультета мировой политики МГУ, академик РАН                         |
| 25 (133) | 23 июня 2016     | 83 888 (97%)                                                                                                | 2 670 (3%)                                                                                                  | Усиление военной активности НАТО вблизи российских границ      | Андрей Кокошин Декан факультета мировой политики МГУ, академик РАН                         |

## 6 сезон
| №        | Дата эфира       | Гости / Число голосов                                                               | Гости / Число голосов                                                                           | Тема выпуска                                               | Третейский судья                                                                           |
| -------- | ---------------- | ----------------------------------------------------------------------------------- | ----------------------------------------------------------------------------------------------- | ---------------------------------------------------------- | ------------------------------------------------------------------------------------------ |
| №        | Дата эфира       |                                                                                     |                                                                                                 | Тема выпуска                                               | Третейский судья                                                                           |
| 1 (134)  | 22 сентября 2016 | Сергей Михеев Политолог                                                             | Сергей Станкевич Политолог                                                                      | Либеральное движение в России                              | Юрий Петров Директор Института российской истории РАН                                      |
| 1 (134)  | 22 сентября 2016 | 53 470 (93%)                                                                        | 3 973 (7%)                                                                                      | Либеральное движение в России                              | Юрий Петров Директор Института российской истории РАН                                      |
| 2 (135)  | 29 сентября 2016 | Мария Арбатова Общественный деятель, писательница                                   | Виталий Милонов Депутат Государственной Думы                                                    | Запреты абортов                                            | Игорь Волгин Писатель, президент Фонда Достоевского                                        |
| 2 (135)  | 29 сентября 2016 | 30 009 (41%)                                                                        | 43 555 (59%)                                                                                    | Запреты абортов                                            | Игорь Волгин Писатель, президент Фонда Достоевского                                        |
| 3 (136)  | 6 октября 2016   | Владимир Жириновский Председатель партии ЛДПР                                       | Майкл Бом Американский журналист                                                                | Ухудшение российско-американских отношений                 | Карен Шахназаров Кинорежиссёр, генеральный директор киноконцерна «Мосфильм»                |
| 3 (136)  | 6 октября 2016   | 63 403 (91%)                                                                        | 6 220 (9%)                                                                                      | Ухудшение российско-американских отношений                 | Карен Шахназаров Кинорежиссёр, генеральный директор киноконцерна «Мосфильм»                |
| 4 (137)  | 13 октября 2016  | Вячеслав Ковтун Украинский политолог                                                | Сергей Михеев Российский политолог                                                              | Россия и Запад                                             | Игорь Морозов Сенатор                                                                      |
| 4 (137)  | 13 октября 2016  | 3 942 (6%)                                                                          | 66 281 (94%)                                                                                    | Россия и Запад                                             | Игорь Морозов Сенатор                                                                      |
| 5 (138)  | 27 октября 2016  | Сергей Михеев Российский политолог                                                  | Якуб Корэйба Польский политолог                                                                 | Кому выгодно демонизировать Россию?                        | Юрий Кублановский Поэт, публицист                                                          |
| 5 (138)  | 27 октября 2016  | 67 990 (96%)                                                                        | 3 199 (4%)                                                                                      | Кому выгодно демонизировать Россию?                        | Юрий Кублановский Поэт, публицист                                                          |
| 6 (139)  | 17 ноября 2016   | Николай Злобин Президент Центра глобальных интересов                                | Владимир Жириновский Председатель партии ЛДПР                                                   | Россия как великая держава                                 | Михаил Горшков Директор Института социологии РАН                                           |
| 6 (139)  | 17 ноября 2016   | 17 623 (22%)                                                                        | 61 295 (78%)                                                                                    | Россия как великая держава                                 | Михаил Горшков Директор Института социологии РАН                                           |
| 7 (140)  | 8 декабря 2016   | Александр Проханов Писатель, главный редактор газеты «Завтра»                       | Леонид Гозман Президент Общероссийского общественного движения «Союз правых сил»                | Распад СССР                                                | Виталий Третьяков Декан Высшей школы телевидения МГУ                                       |
| 7 (140)  | 8 декабря 2016   | 64 671 (87%)                                                                        | 9 403 (13%)                                                                                     | Распад СССР                                                | Виталий Третьяков Декан Высшей школы телевидения МГУ                                       |
| 8 (141)  | 15 декабря 2016  | Семён Багдасаров Директор Центра изучения стран Ближнего Востока и Центральной Азии | Владимир Жириновский Председатель партии ЛДПР                                                   | Российско-турецкие отношения                               | Андрей Кокошин Декан факультета мировой политики МГУ, академик РАН                         |
| 8 (141)  | 15 декабря 2016  | 50 141 (76%)                                                                        | 15 714 (24%)                                                                                    | Российско-турецкие отношения                               | Андрей Кокошин Декан факультета мировой политики МГУ, академик РАН                         |
| 9 (142)  | 19 января 2017   | Сергей Михеев Российский политолог                                                  | Ариэль Коэн Американский политолог                                                              | Российско-американские отношения при Дональде Трампе       | Алексей Пушков Сенатор, председатель комиссии Совета Федерации по информационной политике  |
| 9 (142)  | 19 января 2017   | 52 047 (92%)                                                                        | 4 593 (8%)                                                                                      | Российско-американские отношения при Дональде Трампе       | Алексей Пушков Сенатор, председатель комиссии Совета Федерации по информационной политике  |
| 10 (143) | 26 января 2017   | Григорий Амнуэль Директор Открытого клуба «Международный диалог»                    | Сергей Кургинян Лидер движения «Суть времени»                                                   | Демократия                                                 | Игорь Волгин Писатель, литературовед, историк, президент Фонда Достоевского                |
| 10 (143) | 26 января 2017   | 4 090 (7%)                                                                          | 55 131 (93%)                                                                                    | Демократия                                                 | Игорь Волгин Писатель, литературовед, историк, президент Фонда Достоевского                |
| 11 (144) | 2 февраля 2017   | Вячеслав Ковтун Директор украинского Центра исследований общественных процессов     | Сергей Кургинян Лидер движения «Суть времени»                                                   | Обострение ситуации в Донбассе                             | Игорь Морозов Член Совета Федерации                                                        |
| 11 (144) | 2 февраля 2017   | 3 217 (6%)                                                                          | 53 962 (94%)                                                                                    | Обострение ситуации в Донбассе                             | Игорь Морозов Член Совета Федерации                                                        |
| 12 (145) | 9 февраля 2017   | Владимир Жириновский Председатель партии ЛДПР                                       | Сергей Кургинян Лидер движения «Суть времени»                                                   | Устройство российского государства                         | Олег Морозов Член Совета Федерации                                                         |
| 12 (145) | 9 февраля 2017   | 15 147 (20%)                                                                        | 58 907 (80%)                                                                                    | Устройство российского государства                         | Олег Морозов Член Совета Федерации                                                         |
| 13 (146) | 16 февраля 2017  | Леонид Гозман Президент Общероссийского общественного движения «Союз правых сил»    | Сергей Кургинян Лидер движения «Суть времени»                                                   | Личность и политика Сталина и сегодняшнее отношение к нему | Андрей Сорокин Директор Российского государственного архива социально-политической истории |
| 13 (146) | 16 февраля 2017  | 5 359 (7%)                                                                          | 67 046 (93%)                                                                                    | Личность и политика Сталина и сегодняшнее отношение к нему | Андрей Сорокин Директор Российского государственного архива социально-политической истории |
| 14 (147) | 2 марта 2017     | Сергей Михеев Политолог                                                             | Юрий Пивоваров Историк, академик РАН                                                            | Отношения России и Запада                                  | Юрий Кублановский Поэт, публицист                                                          |
| 14 (147) | 2 марта 2017     | 55 096 (91%)                                                                        | 5 728 (9%)                                                                                      | Отношения России и Запада                                  | Юрий Кублановский Поэт, публицист                                                          |
| 15 (148) | 16 марта 2017    | Владимир Жириновский Председатель партии ЛДПР                                       | Николай Злобин Президент Центра глобальных интересов                                            | Устройство мира                                            | Андрей Кокошин Декан факультета мировой политики МГУ, член Президиума РАН                  |
| 15 (148) | 16 марта 2017    | 56 029 (75%)                                                                        | 18 745 (25%)                                                                                    | Устройство мира                                            | Андрей Кокошин Декан факультета мировой политики МГУ, член Президиума РАН                  |
| 16 (149) | 23 марта 2017    | Сергей Михеев Российский политолог                                                  | Вадим Трюхан Председатель общественной организации «Европейское движение Украины»               | Развитие событий на Украине                                | Карен Шахназаров Кинорежиссёр, генеральный директор киноконцерна «Мосфильм»                |
| 16 (149) | 23 марта 2017    | 52 756 (97%)                                                                        | 1 907 (3%)                                                                                      | Развитие событий на Украине                                | Карен Шахназаров Кинорежиссёр, генеральный директор киноконцерна «Мосфильм»                |
| 17 (150) | 30 марта 2017    | Сергей Кургинян Лидер движения «Суть времени»                                       | Николай Злобин Президент американского Центра глобальных интересов                              | Западные и российские ценности                             | Пётр Фёдоров Журналист-международник                                                       |
| 17 (150) | 30 марта 2017    | 50 560 (95%)                                                                        | 2 830 (5%)                                                                                      | Западные и российские ценности                             | Пётр Фёдоров Журналист-международник                                                       |
| 18 (151) | 6 апреля 2017    | Александр Проханов Писатель, главный редактор газеты «Завтра»                       | Александр Архангельский Литератор, профессор Высшей школы экономики                             | Отношения интеллигенции с властью                          | Олег Морозов Сенатор, член Комитета Совета Федерации по международным делам                |
| 18 (151) | 6 апреля 2017    | 46 915 (86%)                                                                        | 7 347 (14%)                                                                                     | Отношения интеллигенции с властью                          | Олег Морозов Сенатор, член Комитета Совета Федерации по международным делам                |
| 19 (152) | 27 апреля 2017   | Сергей Михеев Российский политолог                                                  | Николай Злобин Президент американского Центра глобальных интересов                              | Угроза России со стороны США                               | Яков Кедми Глава спецслужбы «Натив» (1992—1999), общественный деятель (Израиль)            |
| 19 (152) | 27 апреля 2017   | 46 033 (90%)                                                                        | 5 265 (10%)                                                                                     | Угроза России со стороны США                               | Яков Кедми Глава спецслужбы «Натив» (1992—1999), общественный деятель (Израиль)            |
| 20 (153) | 18 мая 2017      | Карен Шахназаров Кинорежиссёр, генеральный директор киноконцерна «Мосфильм»         | Григорий Амнуэль Режиссёр, директор Открытого клуба «Международный диалог»                      | Национальная идея и государственная идеология              | Андрей Сорокин Директор Российского государственного архива социально-политической истории |
| 20 (153) | 18 мая 2017      | 56 885 (91%)                                                                        | 5 633 (9%)                                                                                      | Национальная идея и государственная идеология              | Андрей Сорокин Директор Российского государственного архива социально-политической истории |
| 21 (154) | 25 мая 2017      | Сергей Михеев Политолог                                                             | Борис Надеждин Политик                                                                          | Будущее России                                             | Олег Морозов Сенатор, член Комитета Совета Федерации по международным делам                |
| 21 (154) | 25 мая 2017      | 43 698 (91%)                                                                        | 4 314 (9%)                                                                                      | Будущее России                                             | Олег Морозов Сенатор, член Комитета Совета Федерации по международным делам                |
| 22 (155) | 1 июня 2017      | Сергей Кургинян Лидер движения «Суть времени»                                       | Александр Сытин Руководитель Центра политических исследований стран Северной и Восточной Европы | Русофобия                                                  | Юрий Петров Директор Института российской истории РАН                                      |
| 22 (155) | 1 июня 2017      | 53 583 (97%)                                                                        | 1 829 (3%)                                                                                      | Русофобия                                                  | Юрий Петров Директор Института российской истории РАН                                      |
| 23 (156) | 8 июня 2017      | Сергей Михеев Российский политолог                                                  | Николай Злобин Президент американского Центра глобальных интересов                              | Вмешательство Запада во внутренние дела России             | Андрей Кокошин Декан факультета мировой политики МГУ, член Президиума РАН                  |
| 23 (156) | 8 июня 2017      | 46 056 (93%)                                                                        | 3 656 (7%)                                                                                      | Вмешательство Запада во внутренние дела России             | Андрей Кокошин Декан факультета мировой политики МГУ, член Президиума РАН                  |
| 24 (157) | 22 июня 2017     | Вячеслав Никонов Депутат Государственной Думы, президент фонда «Политика»           | Ариэль Коэн Ведущий эксперт Атлантического совета                                               | Отношения России и США                                     | Виталий Третьяков Декан Высшей школы телевидения МГУ                                       |
| 24 (157) | 22 июня 2017     | 47 088 (96%)                                                                        | 2 216 (4%)                                                                                      | Отношения России и США                                     | Виталий Третьяков Декан Высшей школы телевидения МГУ                                       |
| 25 (158) | 29 июня 2017     | Леонид Гозман Президент Общероссийского общественного движения «Союз правых сил»    | Виталий Третьяков Декан Высшей школы телевидения МГУ                                            | Личность Сталина                                           | Карен Шахназаров Кинорежиссёр, генеральный директор киноконцерна «Мосфильм»                |
| 25 (158) | 29 июня 2017     | 5 261 (10%)                                                                         | 49 834 (90%)                                                                                    | Личность Сталина                                           | Карен Шахназаров Кинорежиссёр, генеральный директор киноконцерна «Мосфильм»                |

## 7 сезон
| №       | Дата эфира       | Гости / Число голосов                                | Гости / Число голосов                                                             | Тема выпуска                          | Третейский судья                                                                |
| ------- | ---------------- | ---------------------------------------------------- | --------------------------------------------------------------------------------- | ------------------------------------- | ------------------------------------------------------------------------------- |
| №       | Дата эфира       |                                                      |                                                                                   | Тема выпуска                          | Третейский судья                                                                |
| 1 (159) | 31 августа 2017  | Виталий Третьяков Декан Высшей школы телевидения МГУ | Иосиф Райхельгауз Режиссёр, народный артист России                                | Дело Кирилла Серебренникова           | Пётр Фёдоров Журналист-международник                                            |
| 1 (159) | 31 августа 2017  | 38 975 (94%)                                         | 2 305 (6%)                                                                        | Дело Кирилла Серебренникова           | Пётр Фёдоров Журналист-международник                                            |
| 2 (160) | 7 сентября 2017  | Сергей Михеев Российский политолог                   | Вадим Трюхан Председатель общественной организации «Европейское движение Украины» | Миротворцы ООН в Донбассе             | Юрий Петров Директор Института российской истории РАН                           |
| 2 (160) | 7 сентября 2017  | 44 717 (97%)                                         | 1 298 (3%)                                                                        | Миротворцы ООН в Донбассе             | Юрий Петров Директор Института российской истории РАН                           |
| 3 (161) | 28 сентября 2017 | Дмитрий Куликов Российский публицист                 | Якуб Корэйба Польский политолог                                                   | Отношения России и Запада             | Яков Кедми Глава спецслужбы «Натив» (1992—1999), общественный деятель (Израиль) |
| 3 (161) | 28 сентября 2017 | 43 037 (94%)                                         | 2 553 (6%)                                                                        | Отношения России и Запада             | Яков Кедми Глава спецслужбы «Натив» (1992—1999), общественный деятель (Израиль) |
| 4 (162) | 5 октября 2017   | Александр Проханов Писатель                          | Борис Надеждин Политик                                                            | Трагические события октября 1993 года | Юрий Петров Директор Института российской истории РАН                           |
| 4 (162) | 5 октября 2017   | 45 628 (91%)                                         | 4 245 (9%)                                                                        | Трагические события октября 1993 года | Юрий Петров Директор Института российской истории РАН                           |